# Elecciones presidenciales de Filipinas de 1953
Las elecciones presidenciales de Filipinas de 1953 se celebraron el 10 de noviembre de 1953. El presidente incumbente, Elpidio Quirino, buscó la reelección, pero sufrió una aplastante derrota ante Ramón Magsaysay, el candidato del Partido Nacionalista, que obtuvo casi el 69% de los votos. Su compañero de fórmula, Carlos P. García, obtuvo un resultado similar en las vicepresidenciales. Magsaysay fue juramentado el 30 de diciembre, siendo el primer presidente filipino en no haber sido senador antes de su elección.

## Antecedentes
Durante años de gobierno de los liberales, el Partido Nacionalista carecía de un candidato fuerte para las siguientes elecciones. José P. Laurel, cuya imagen estaba manchada por haber servido como presidente títere durante la ocupación japonesa, no buscó la nominación del partido ese año, alegando que estaba espiritualmente cansado. En su lugar, Laurel apoyó la candidatura del antiguo Secretario de Defensa Nacional, Ramón Magsaysay, principalmente por su éxito para combatir la insurgencia comunista. El presidente del Senado Camilo Osías buscó la nominación presidencial, pero perdió en última instancia contra Magsaysay. El senador Carlos P. García de Bohol fue elegido para ser su compañero de fórmula. El Partido Liberal renominó a Elpidio Quirino como su candidato presidencial, y eligió a José Yulo como candidato a Vicepresidente, pues Fernando López no se presentó a la reelección.

## Resultados

### Presidenciales
| Candidatos           | Candidatos           | Partidos             | Votos     | %      |
| -------------------- | -------------------- | -------------------- | --------- | ------ |
|                      | Ramón Magsaysay      | Partido Nacionalista | 2.912.992 | 68.90% |
|                      | Elpidio Quirino      | Partido Liberal      | 1.313.991 | 31.08% |
|                      | Gaudencio Bueno      | Independiente        | 736       | 0.02%  |
|                      |                      |                      |           |        |
| Total                | Total                | Total                | 4.227.719 | 100%   |
|                      |                      |                      |           |        |
| Votos válidos        | Votos válidos        | Votos válidos        | 4.227.719 | 97.7%  |
| Votos anulados       | Votos anulados       | Votos anulados       | 98.987    | 2.3%   |
| Votos en total       | Votos en total       | Votos en total       | 4.326.706 | 77.2%  |
| Votantes registrados | Votantes registrados | Votantes registrados | 5.603.231 |        |

### Vicepresidenciales
| Candidatos           | Partidos             | Partidos             | Resultados | Resultados |
| Candidatos           | Partidos             | Partidos             | Votos      | %          |
| -------------------- | -------------------- | -------------------- | ---------- | ---------- |
| Carlos P. Garcia     |                      | Partido Nacionalista | 2.515.265  | 62.90%     |
| José Yulo            |                      | Partido Liberal      | 1.483.802  | 37.10%     |
| Votos válidos        | Votos válidos        | Votos válidos        | 3.999.067  | 92.4%      |
| Votos anulados       | Votos anulados       | Votos anulados       | 327.639    | 7.6%       |
| Votos en total       | Votos en total       | Votos en total       | 4.326.706  | 77.2%      |
| Votantes registrados | Votantes registrados | Votantes registrados | 5.603.231  | 100.00%    |